# Iatrophysik
Die Iatrophysik (von griechisch iatros „Arzt“) bezeichnete im 17. Jahrhundert eine, unter anderem auf den physikalisch-mechanistischen Vorstellungen des Philosophen René Descartes aufbauende, medizinische Lehre, nach der die (physiologischen) Lebensvorgänge und die krankhaften (pathologischen bzw. pathophysiologischen) Veränderungen im Organismus – im Gegensatz zur Lehre der Iatrochemie und zur tradierten Vorstellung des Galenos – rein physikalisch (als Iatrophysik) und mechanisch (als Iatromechanik) bedingt sind.
Mit dieser Begründung sollte es auch möglich sein, auf diese Lebensprozesse mit physikalischen und mechanischen Mitteln Einfluss zu nehmen. Dementsprechend bezeichnete man als Iatrophysiker einen Arzt, der die Auffassungen der Iatrophysik vertrat. So wurde zum Beispiel der Blutkreislauf auf die Hydrodynamik zurückgeführt. Die mechanische Funktion des Herzens wurde mit der Funktion einer Pumpe verglichen. Die mechanischen Funktionen der Extremitäten des menschlichen Körpers wie Arme und Beine wurden mit der Funktion von Hebeln verglichen und der Körper des Menschen auch als „Maschine“ verstanden.

## Geschichte
Als hauptsächlicher Begründer der Iatrophysik gilt Santorio Santorio (1561–1636). Weitere wichtige Vertreter waren Daniel Sennert (1572–1637), Lorenzo Bellini, Giorgio Baglivi (1668–1707), Giovanni Alfonso Borelli, René Descartes, Francis Glisson und Friedrich Hoffmann.